# Прощайте, скалистые горы
«Проща́йте, скали́стые го́ры» — популярная песня композитора Евгения Жарковского на стихи Николая Букина, написанная в 1943 году. Изначальный вариант стихотворения Букина, датированный 1942 или 1943 годом, был опубликован под названием «Не жить мне без моря».

## История
Прощайте, скалистые горы,

На подвиг Отчизна зовёт!

Мы вышли в открытое море,

В суровый и дальний поход.

А волны и стонут, и плачут,

И плещут на борт корабля…

Растаял в далёком тумане Рыбачий,

Родимая наша земля. 
Автор слов песни «Прощайте, скалистые горы» Николай Букин на протяжении всей Великой Отечественной войны служил на полуострове Рыбачий, расположенном в Мурманской области, у Баренцева моря. В течение 40 месяцев в прибрежных водах советские моряки вели ожесточённые сражения с немецкими войсками, пытавшимися проникнуть к Мурманску. Захватчикам так и не удалось прорвать оборону ни на море, ни на суше — пограничный знак на хребте Мустатунтури оказался единственным на всей западной границе СССР знаком, всё время остававшимся под контролем советских войск.
На Рыбачьем Николай Букин сначала служил артиллеристом, а потом стал работать в дивизионной газете «Североморец» — корректором, затем корреспондентом и, наконец, редактором. Его первые стихотворения были опубликованы в 1941 году. Букин писал стихи о пехотинцах, его называли «артиллерийским поэтом», но больше всего его вдохновляла морская романтика — он любил встречаться с моряками-катерниками, отношение которых к кораблям и морю всегда волновало его. В 1942 году (по другим данным — в 1943 году) после одной из таких встреч у него и родились строки стихотворения «Не жить мне без моря», которые впоследствии стали словами песни «Прощайте, скалистые горы».
Стихотворение «Не жить мне без моря» было опубликовано в газете Северного флота «Краснофлотец», издававшейся в Мурманске, а через некоторое время Букин услышал песню со своими словами по радио. Первый вариант музыки был написан Вадимом Кочетовым. Песня была рекомендована политуправлением флота «для исполнения и популяризации в период краснофлотского радиочаса».
В той же газете «Краснофлотец» увидел стихотворение Букина и композитор Евгений Жарковский, который был направлен в политуправление Северного флота в командировку для творческой работы. В своих воспоминаниях он писал: «Стихи произвели на меня сильное впечатление. <…> Настроение поэтических строчек, которые выразительно передавали чувства людей, уходящих от родных берегов в свирепое Баренцево море для смертельной схватки с врагом, песенный характер стихотворения — всё это помогло мне на одном дыхании написать музыку…».
Созданная Евгением Жарковским и Николаем Букиным песня, уже под её нынешним названием «Прощайте, скалистые горы», была опубликована в газетах не только Северного, но и Балтийского флота. Жарковский характеризовал эту песню как «самую популярную и живучую» из написанных им во время командировки на Северный флот. Всенародную известность песня приобрела после того, как она была передана по Всесоюзному радио в исполнении Владимира Бунчикова и Петра Киричека.
В некоторых послевоенных изданиях слова «Но хватит для битвы огня» были заменены на «Иду я навстречу врагам» — редакторы аргументировали эту замену тем, что в новой политической обстановке призыв к разжиганию огня был неуместен. Тем не менее в более поздних публикациях был возвращён авторский вариант этой строки.
Иногда песню «Прощайте, скалистые горы» называют неофициальным гимном Мурманской области. Её мелодия регулярно звучит у ряда памятных мест — монумента в честь моряков-североморцев (полуостров Рыбачий), памятника защитникам Советского Заполярья (Североморск) и памятника морякам торгового флота, погибшим в годы войны на Севере (Мурманск).
Фрагмент припева песни «Прощайте, скалистые горы» используется в инструментальном вступлении популярной песни «Дорога» рок-группы «Любэ» (автор — Игорь Матвиенко). Кроме этого, в последней мелодической фразе запева песни «Дорога» присутствует стилевая вариация фрагмента песни «Прощайте, скалистые горы», в которой изначальная трёхчетвертная «вальсовая» метрика заменена на двудольную. 

## Отзывы
Адмирал Владимир Алексеев, командовавший во время войны дивизионом бригады торпедных катеров Северного флота, так писал о песне «Прощайте, скалистые горы»: «Мы, катерники, были твёрдо убеждены, что песня посвящена именно нам. <…> В походах напевали свою любимую песню. Нам нравилась и её задушевная мелодия, и текст, в котором глубокое, достоверное содержание выражено романтически…».
Командовавший Северным флотом на протяжении всей войны адмирал Арсений Головко вспоминал: «Много раз я, как все на флоте, слышал волнующую каждого моряка песню „Прощайте, скалистые горы“, посвящённую североморцам, и всякий раз она снова и снова отзывалась в сердце. Особенно в тяжёлые минуты».

## Исполнители
Одними из первых исполнителей песни были Владимир Бунчиков и Пётр Киричек. За свою историю песня «Прощайте, скалистые горы» входила в репертуар многих известных певцов и певиц, таких как Леонид Кострица, Евгений Кибкало, Николай Кондратюк, Георг Отс, Юрий Гуляев, Людмила Зыкина, Юрий Богатиков, Сергей Яковенко, Евгений Нестеренко, Иосиф Кобзон, Людмила Гурченко, Татьяна Буланова, Олег Погудин, Елена Ваенга, Евгений Дятлов и другие. По рассказам очевидцев, когда в 1970-х годах песню вместе c Большим детским хором Всесоюзного радио и Центрального телевидения исполнял его солист Серёжа Парамонов, композитор Евгений Жарковский не мог сдержать слёз.